# Tósár
Tósár (szlovákul: Točnica) község Szlovákiában, a Besztercebányai kerületben, a Losonci járásban.

## Fekvése
Losonctól 10 km-re, északra fekszik.

## Története
A település a 14. században keletkezett, 1467-ben "Thosoncza" alakban említik először. A divényi váruradalomhoz tartozott. A mezőgazdaságon kívül lakói főként famegmunkálással, kádár- és bognármesterséggel foglalkoztak. 1828-ban 37 házában 232 lakos élt. A 18. század végén a községben téglagyárat alapítottak.
Vályi András szerint "TOSONCZA. Tót falu Nógrád Várm. földes Ura Gr. Berényi Uraság, lakosai többfélék, fekszik Berzenczéhez közel, mellynek filiája; határja ollyan, mint Bisztriczkáé."
Fényes Elek szerint "Tosoncza, tót falu, Nógrád vmegyében, 54 kath., 178 evang. lak. Földje sovány; rétje kevés; s ezért lakosai többnyire bognárok és kerékgyártók. F. u. Török János. Ut. post. Losoncz."
Nógrád vármegye monográfiája szerint "Tósár. (Azelőtt Tosoncza.) Losoncztól nem messze fekszik. Kisközség, 54 házzal és 369, leginkább tót ajkú és evangélikus vallású lakossal. Postája Losoncztamási, távírója és vasúti állomása Losoncz. 1467-ben Divény várához tartozott. 1548–1598-ban Balassa Zsigmond, 1660-ban pedig Balassa Imre volt a földesura. 1715-ben 14 tót, 1720-ban 10 magyar és négy tót háztartását írták össze. 1770-ben báró Haller Sámuel tábornok, gróf Zichy Ferencz, gróf Balassa Pál, báró Révay László, báró Orczy Lőrincz, Ettre Zsigmond és Ferencz, Lessenyey Imre, Ráday Gedeon és Frajzaizen Zsigmond voltak az urai. 1826-ban pedig Török János. Jelenleg nagyobb birtokosa nincsen. Az ág. ev. templom 1809-ben épült. A községhez tartozik: Hallér-téglagyártelep, melyet Kovács Mihály bérel."
A trianoni békeszerződésig Nógrád vármegye Gácsi járásához tartozott.

## Népessége
| Év:            | 1994. | 2004.    | 2014.    | 2024.   |
| -------------- | ----- | -------- | -------- | ------- |
| Emberek száma: | 293   | 323      | 399      | 392     |
| Eltérés:       |       | +10,23 % | +23,52 % | -1,75 % |

| Év:            | 2023. | 2024.   |
| -------------- | ----- | ------- |
| Emberek száma: | 394   | 392     |
| Eltérés:       |       | -0,50 % |

1910-ben 394, túlnyomórészt szlovák lakosa volt.
2001-ben 315 lakosából 301 szlovák volt.
2011-ben 393 lakosából 315 szlovák.

## Neves személyek
- Itt született 1850-ben Koloman Banšell evangélikus lelkipásztor, szlovák költő, irodalomtudományi teoretikus, író és újságíró.

## Nevezetességei

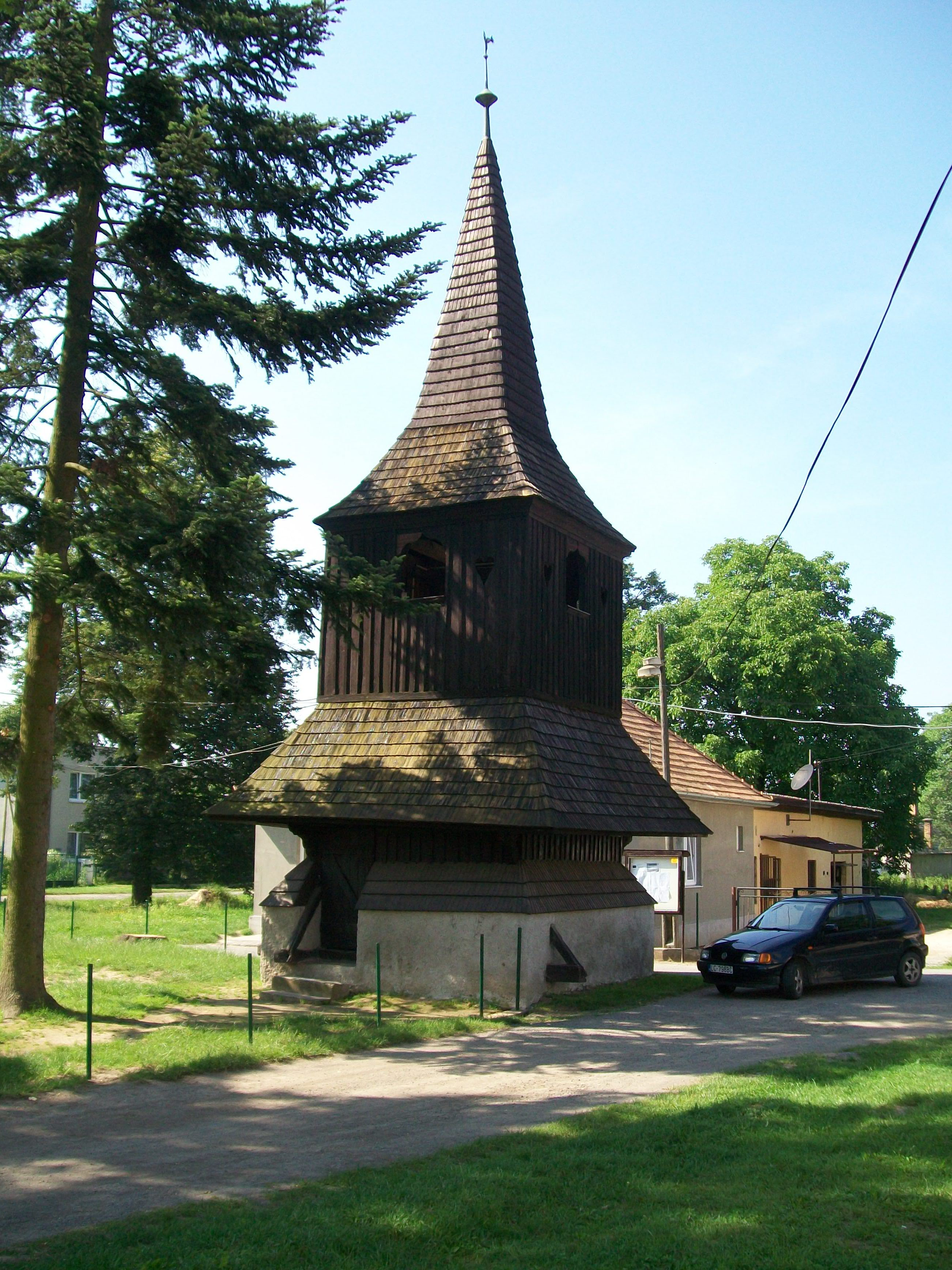
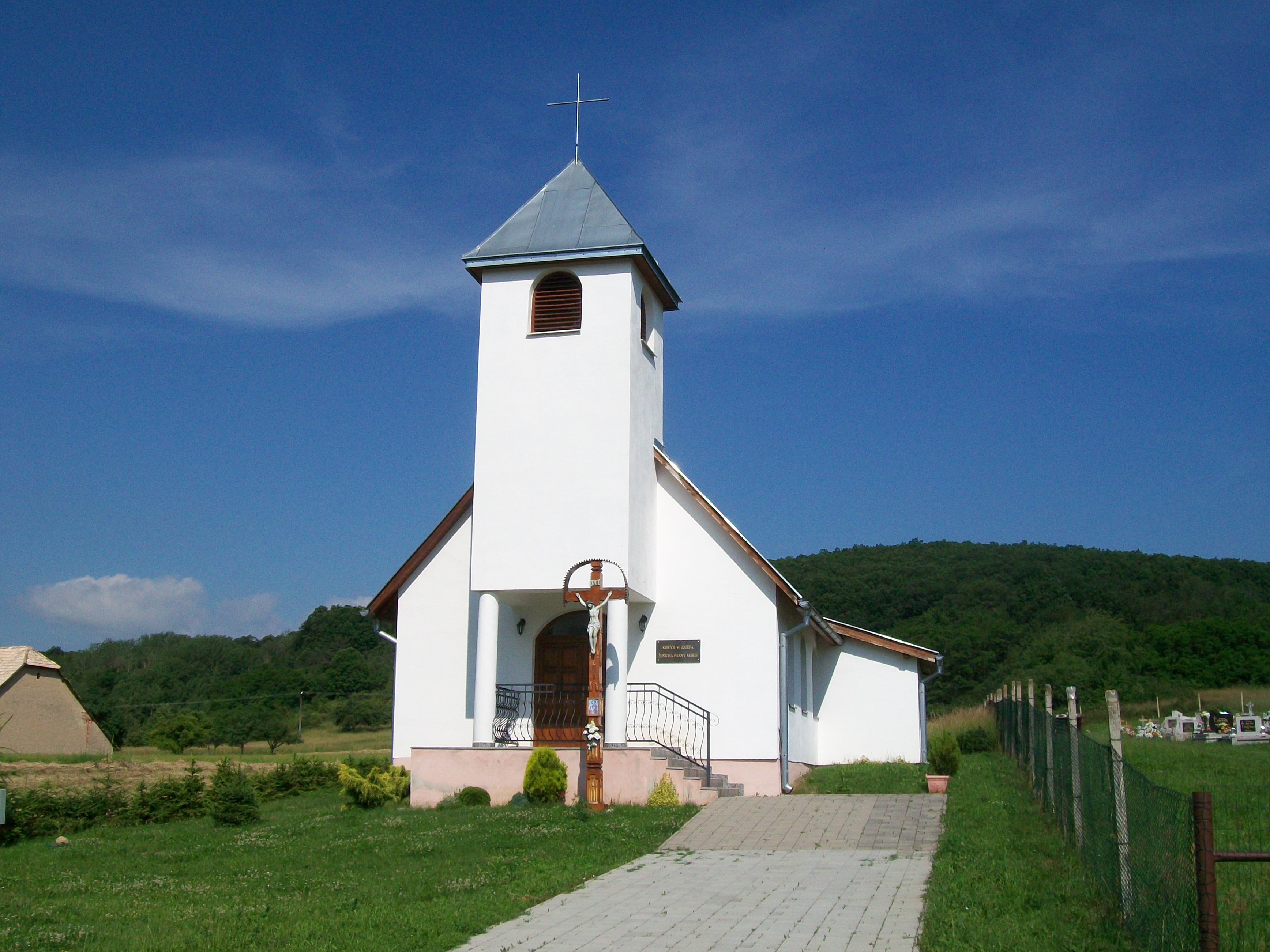
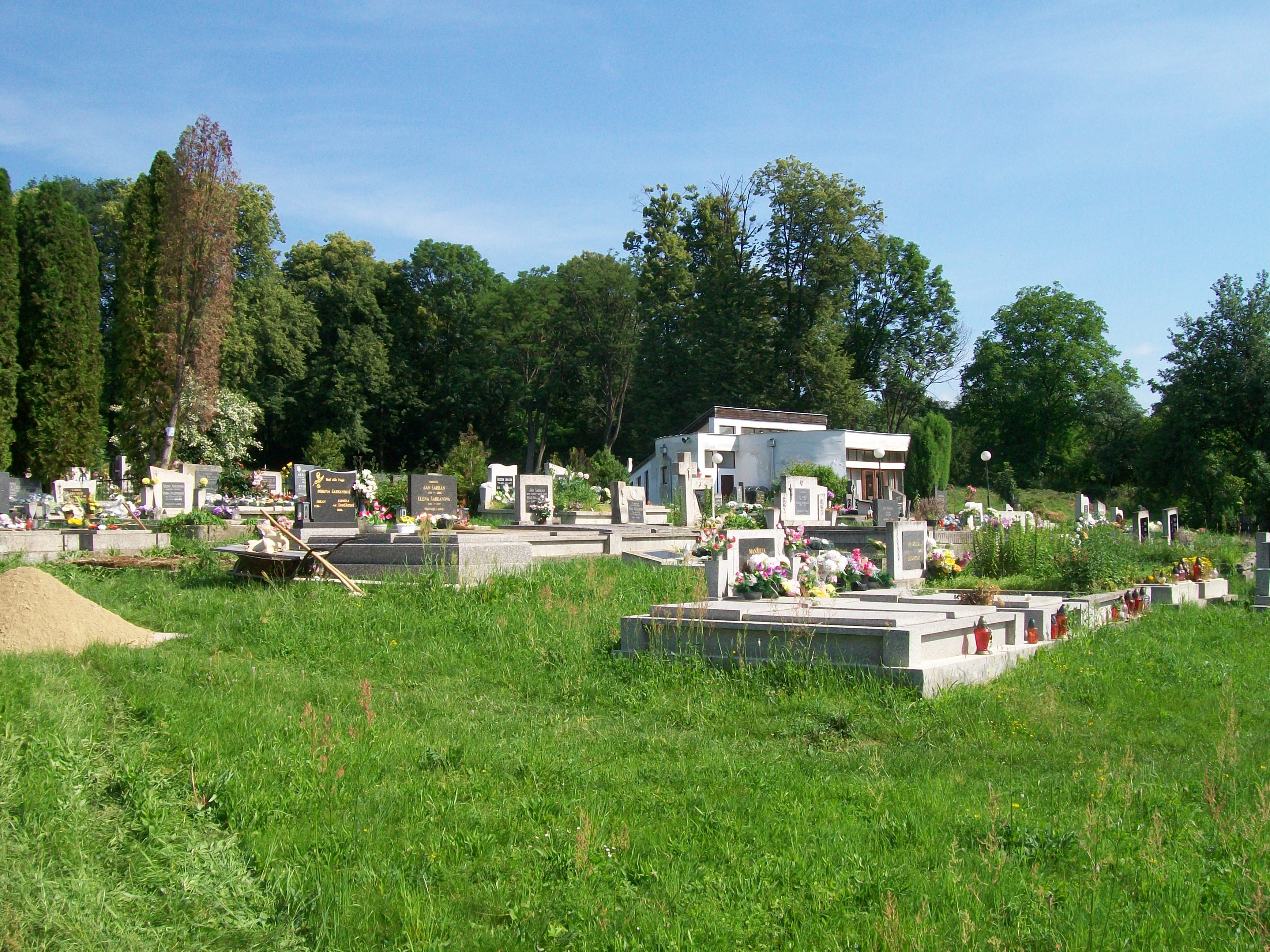

- Evangélikus temploma 1806-ban épült, klasszicista stílusban.
- Fa haranglába a 20. században készült.